# Rainer Bock
Rainer Bock, född 31 juli 1954 i Kiel, Schleswig-Holstein, är en tysk skådespelare.

## Roller i urval
- 2009 – Det vita bandet
- 2009 – Inglourious Basterds
- 2011 – Motståndets tid
- 2011 – Unknown
- 2011 – War Horse
- 2012 – Barbara
- 2012 – Passion
- 2013 – Hansel & Gretel: Witch Hunters
- 2013 – Tracks
- 2014 – 1864 (TV-serie)
- 2015 – Tannbach – ett krigsöde (TV-serie)
- 2017 – Wonder Woman
- 2018 – Better Call Saul (TV-serie)
- 2018–2023 – Das Boot (TV-serie)
- 2020 – Kappvändaren (TV-serie)
- 2025 – The Calendar Killer
- 2025 – Silent Friend